# Melsele
Melsele är en ort i Belgien.   Den ligger i provinsen Östflandern och regionen Flandern, i den centrala delen av landet, 40 km norr om huvudstaden Bryssel. Melsele ligger 6 meter över havet och antalet invånare är 10 240.
Terrängen runt Melsele är mycket platt, och sluttar norrut. Runt Melsele är det mycket tätbefolkat, med 1 692 invånare per kvadratkilometer.. Närmaste större samhälle är Antwerpen, 8,4 km öster om Melsele. 
Runt Melsele är det i huvudsak tätbebyggt.